# هجوم التنف (2016)
تم شن هجوم التنف (2016) من قبل الجيش السوري الحر المدعوم من الولايات المتحدة ضد تنظيم الدولة الإسلامية (داعش)، بهدف الاستيلاء على الموقع الحدودي السوري التنف. وكان تنظيم الدولة الإسلامية قد استولى على التنف من الحكومة السورية في مايو 2015 ، وكان لنقل المسلحين والموارد عبر الحدود.
في 3 مارس 2016 بدأ الهجوم على الاستيلاء على التنف. بعد عدة ساعات من القتال، استولى المتمردون السوريون على الموقع الحدودي.